# 넬 윌리엄스
넬 윌리엄스(Nell Williams, 1998년 9월 13일 ~ )는 잉글랜드의 배우이다. 영화 감독 데이비드 L. 윌리엄스와 배우 헬렌 백슨데일의 딸이다.

## 출연 작품

### 영화
- 런던 타운 (2016)
- 블라인디드 바이 더 라이트 (2019) - 엘리자 역

### 텔레비전
- The Revolting World of Stanley Brown (2012) - 제스 역
- 왕좌의 게임 (2015) - 서세이 라니스터 아역